# Ingram (priimek)
Ingram je priimek več znanih oseb:
- Frank Ingram (1907—1985), kanadski hokejist
- Rex Ingram (1895—1969), ameriški igralec
- Rex Ingram (1892—1950), irsko-ameriški režiser
- Luther Thomas Ingram (1937—2007), ameriški glasbenik